# Piper prunifolium
Piper prunifolium är en pepparväxtart som beskrevs av Nikolaus Joseph von Jacquin. Piper prunifolium ingår i släktet Piper och familjen pepparväxter.

## Underarter
Arten delas in i följande underarter:
- Piper prunifolium strigosum
- Piper prunifolium carboneranum